# Roestbruine kogelzwam
De roestbruine kogelzwam (Hypoxylon fragiforme) is een zakjeszwam, die behoort tot de familie Hypoxylaceae. De soort groeit saprobiotisch op dode takken van beuken die nog schors hebben. Het mycelium is bij en groter aantal planten aangetoond, maar vormt dan geen vruchtlichamen. De soort komt zeer algemeen voor en is het gehele jaar door te vinden, vaak op afgevallen dood beukenhout in bossen en bermen.

## Kenmerken
Het bolvormige vruchtlichaam bestaat uit steenrood tot kaneelbruin stroma dat met een wat afgeplatte basis op het substraat zit. Vruchtlichamen groeien in zwermen en zijn zelden groter dan 4 tot 10 mm. Bij ouder worden kleurt het vruchtlichaam van buiten en van binnen bruinzwart tot zwart. Het sporenpoeder is zwart.
Op het vruchtlichaam worden sporenzakjes met ascosporen in perithecia gevormd. De asci zijn 160-180 µm lang en 6-8 µm breed. De ascosporen zijn bonenvormig, unicellulair, donkerbruin, glad, bijna ondoorzichtig en 11-15 × 5,5-7,5 µm groot. De ene kant is afgeplat, de andere heeft een longitudinale kernspleet. De asci meten 160 tot 180 × 6 tot 8 µm en zijn cilindrisch gesteeld.

## Gelijkende soorten
- Blozende korstkogelzwam (Hypoxylon rutilum), gelijkt sterk en groeit ook op beukentakken. Bij deze soort zijn de sporen niet langer dan 10 µm en steken de openingen van de perithecia duidelijk uit.
- Gladde kogelzwam (Hypoxylon fuscum) groeit op dode takken van els en hazelaar. Hun stroma is iets kleiner en meer afgerond.
- Vergroeide kogelzwam (Hypoxylon multiforme), groeit op loofbomen (voorkeur voor berk, maar kan ook op vogelkers en els) vruchtlichamen spreiden zich uit op het substraat. Ze zijn alleen roodachtig als ze jong zijn en worden later zwart.
- Kogelhoutskoolzwam (Daldinia concentrica), groeit op loofbomen, wordt aanzienlijk groter, heeft een vruchtlichaam dat aan de binnenkant is gestreept met lichtere, concentrische zones. Hij groeit op verschillende soorten loofhout.

## Verspreiding
De roestbruine kogelzwam wordt gevonden in Noord-Amerika, Europa, Azië en de eilanden van de Indische Oceaan. Hij komt zeer algemeen voor in Nederland en België. De soort staat niet op de rode lijst en is niet bedreigd.

## Foto's

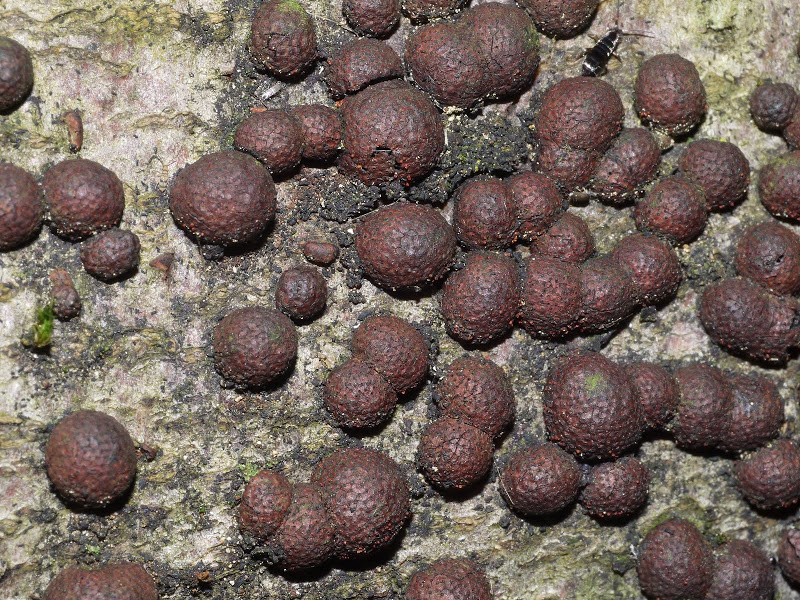
Oudere vruchtlichamen
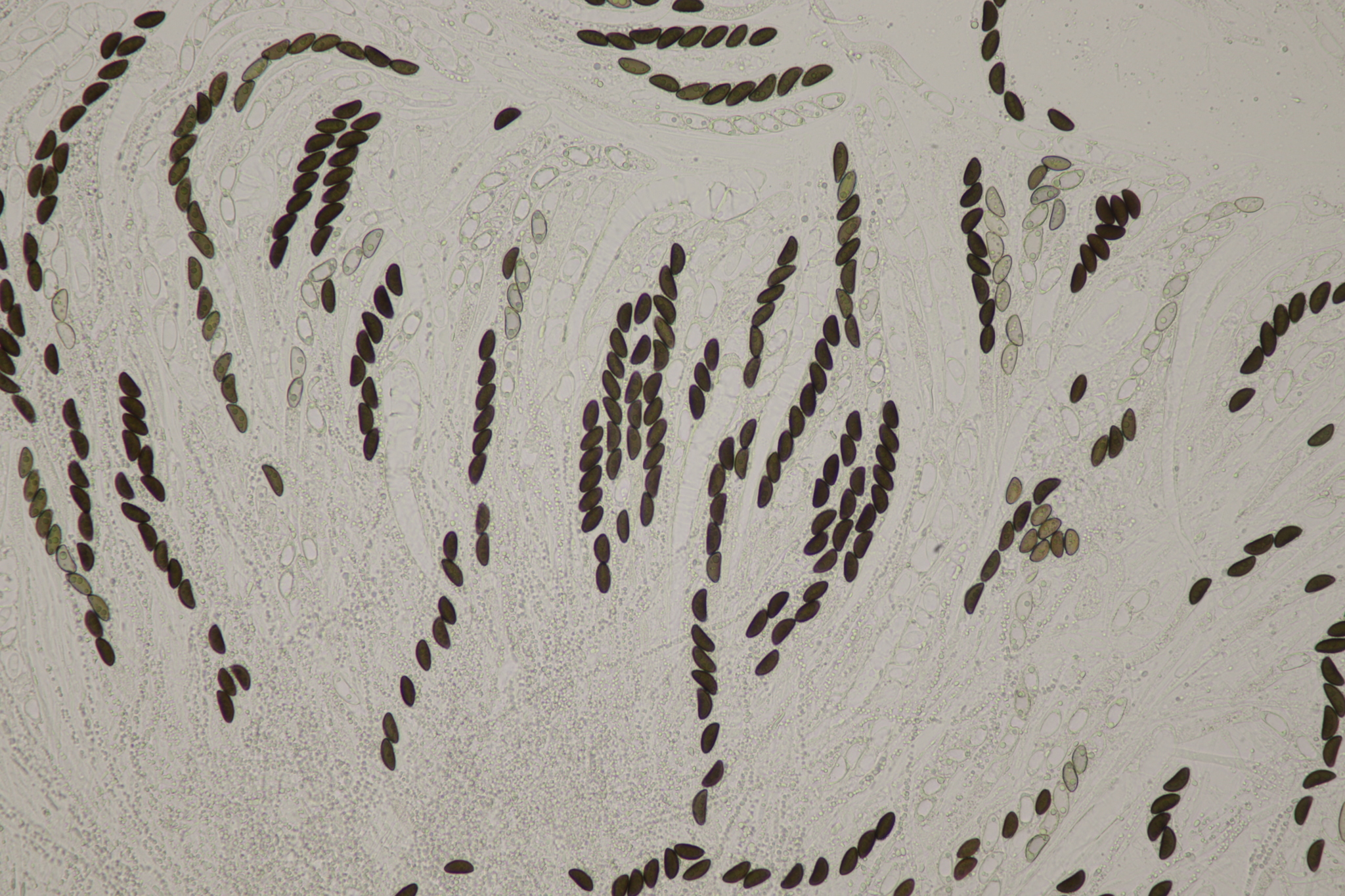
Asci met sporen
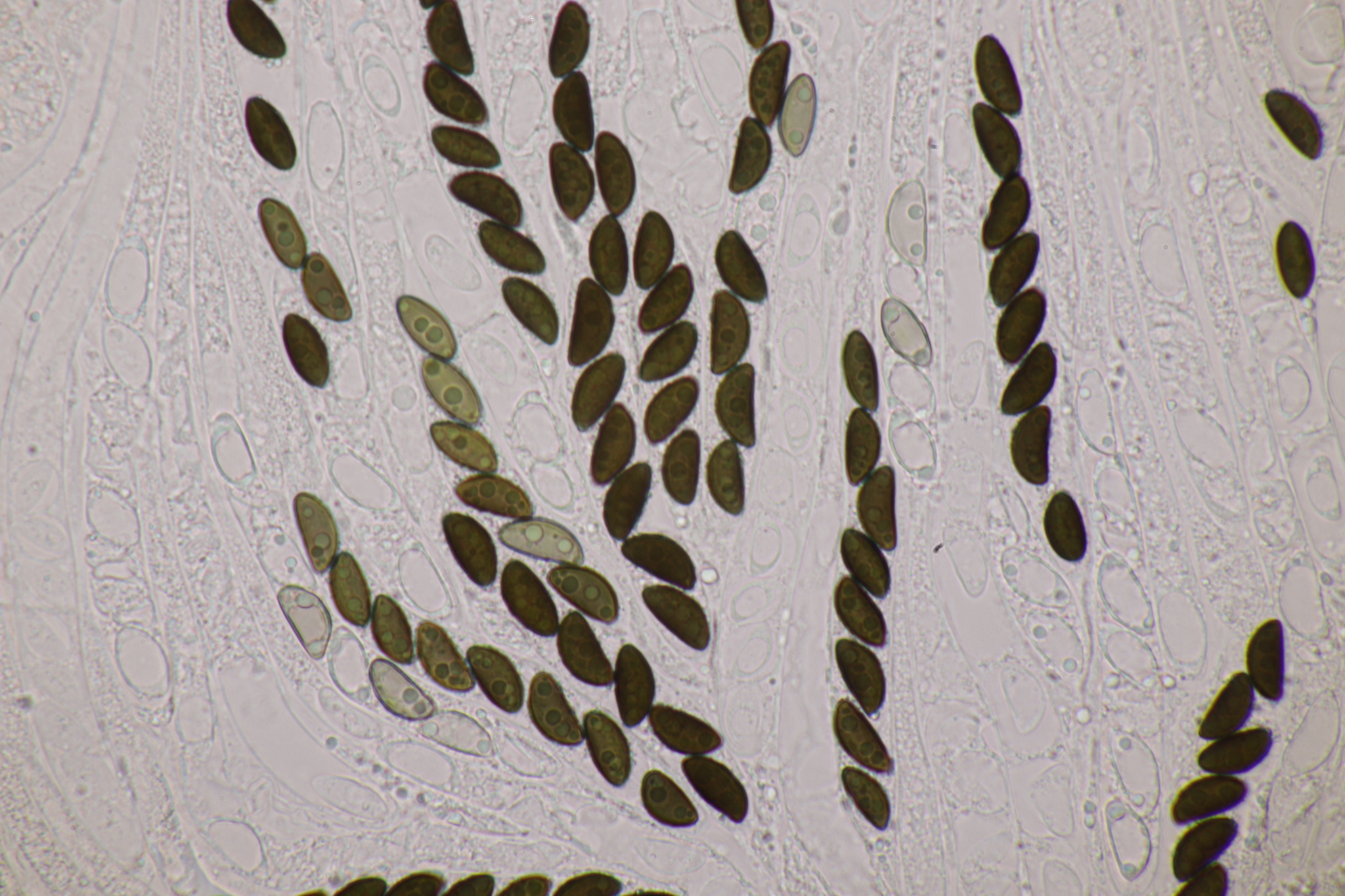
Ascosporen